# Virgin Australia
Virgin Australia (ex Virgin Blue) es una aerolínea australiana de vuelos internos de fundada por el hombre de negocios británico Sir Richard Branson del Grupo Virgin. Su centro de operaciones se encuentra en Brisbane.
Virgin Australia, nombre comercial de Virgin Australia Airlines Pty Ltd, es una compañía aérea con sede en Australia. Es la mayor aerolínea por tamaño de flota que utiliza la marca Virgin. Comenzó a prestar servicios el 31 de agosto de 2000 como Virgin Blue, con dos aviones en una sola ruta. Se encontró repentinamente como una aerolínea importante en el mercado nacional de Australia tras la quiebra de Ansett Australia en septiembre de 2001. Desde entonces, la aerolínea ha crecido hasta servir directamente a 33 ciudades de Australia, desde sus centros de operaciones en Brisbane, Melbourne y Sídney.
En 2011, la aerolínea experimentó una gran transformación: el cambio de su marca a Virgin Australia. Esto incluyó la introducción de una nueva imagen para los aviones, nuevos uniformes y nuevas opciones de menú a bordo. Se adquirieron nuevos aviones de fuselaje ancho para competir con Qantas y se implantó la clase business en toda la red de Virgin Australia.
El 21 de abril de 2020, debido al impacto en la aviación de la pandemia de enfermedad por coronavirus de 2019-2020, se declaró en concurso voluntario de acreedores.

## Códigos
- Código IATA: VA
- Código OACI: VOZ

## Historia

### Primeros años como Virigin Blue (2000-2006)
Virgin Australia se lanzó como Virgin Blue, como aerolínea de bajo coste, el 3 de agosto de 2000, con dos aviones Boeing 737-400, uno de los cuales fue alquilado a la entonces aerolínea hermana Virgin Express. Inicialmente ofrecía siete vuelos de ida y vuelta al día entre Brisbane y Sídney, y desde entonces se ha ampliado para cubrir las principales ciudades australianas y muchos destinos vacacionales. El nombre de Virgin Blue fue el resultado de un concurso abierto; era un juego de palabras con la librea predominantemente roja y la tradición del argot australiano de llamar a un hombre pelirrojo "Blue" o "Bluey".
Virgin Blue llegó al mercado cuando la aerolínea Ansett sucumbía a la fuerte competencia presentada por Qantas. El vacío dejado permitió que Virgin Blue creciera rápidamente hasta posicionarse como la segunda aerolínea interna de Australia, aspecto más importante que su política de bajo costo. El momento de creación facilitó también la obtención de espacios en aeropuertos y terminales. Sin embargo, los retrasos en la negociación para utilizar la terminal de Ansett en el Aeropuerto Internacional Kingsford Smith (Sídney) obligaron a Virgin Blue a utilizar inicialmente una terminal temporal. 
El consorcio Grupo Virgin ha reducido su participación en Virgin Australia poco a poco, inicialmente con la venta de acciones hacia el conglomerado australiano Patrick Corporation, y más tarde por oferta pública de acciones. A principios de 2005 el grupo Patrick lanzó una compra hostil de acciones de Virgin Blue. El grupo Patrick ha estado descontento con la dirección de la empresa en los últimos tiempos. Al cerrar la oferta, el grupo Patrick posee 62% de la empresa, obteniendo el control de ella. El Grupo Virgin sólo mantiene 25% de las acciones.
En mayo de 2006, Toll Holdings adquirió Patrick y se convirtió en el propietario mayoritario de Virgin Blue. En julio de 2008, Toll vendió su participación mayoritaria a través de un dividendo especial para tener el 1,7% de la compañía. En junio de 2013 Air New Zealand poseía el 23% de la compañía.
Virgin Australia utiliza una fórmula familiar ya experimentada por aerolíneas como Southwest Airlines y Ryanair eliminando costos como comidas en los vuelos y venta de boletos por intermediarios. En lugar de ello se vende la comida en los vuelos y la reserva y venta de boletos se realiza mayoritariamente por teléfono e internet. También realiza ahorros al limitar el número de aeropuertos servidos y al operar un solo tipo de avión, el Boeing 737.
En septiembre de 2003, Virgin Australia anunució que su subsidiaria, Pacific Blue, ofrecería un servicio similar entre Nueva Zelanda y Australia. Ésta espera posicionarse como el competidor de bajo costo de Air New Zealand y Qantas en las rutas de Tasmania. Air New Zealand también ha creado una aerolínea de bajo costo llamada Freedom Air para operar las mismas rutas en competencia con sus servicios tradicionales.
La respuesta de Qantas a la oferta de bajo costo de Virgin Blue fue la creación de la aerolínea de bajo costo Jetstar en 2004. En mayo de 2005 Jetstar anunció que también ofrecería un servicio hacia Nueva Zelanda. En la flota de Virgin Australia, anteriormente predominaba el color rojo, porque basaba su nombre en la tradición en inglés australiano de llamar azules a los varones de pelo rojo, actualmente su color es blanco-plateado, pasando a uniformar la flota con sus otras aerolíneas filiales.

## Destinos

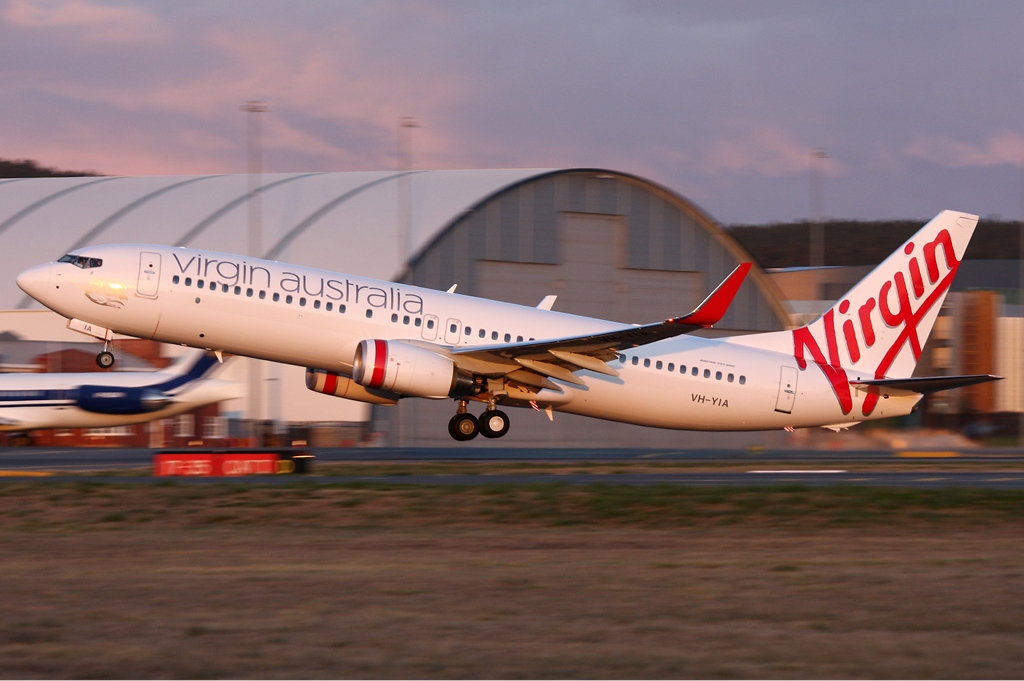
Boeing 737-800, Aeropuerto Internacional de Canberra (2011)

| Ciudades por país  | Nombre del aeropuerto                    | Observación     |      |      |      |
| Asia               | Asia                                     | Asia            | Asia | Asia | Asia |
| ------------------ | ---------------------------------------- | --------------- | ---- | ---- | ---- |
| Indonesia          |                                          |                 |      |      |      |
| Denpasar           | Aeropuerto Internacional Ngurah Rai      |                 |      |      |      |
| Oceanía            |                                          |                 |      |      |      |
| Australia          |                                          |                 |      |      |      |
| Adelaida           | Aeropuerto Internacional de Adelaida     | Base secundaria |      |      |      |
| Albury             | Aeropuerto de Albury                     |                 |      |      |      |
| Alice Springs      | Aeropuerto de Alice Springs              |                 |      |      |      |
| Ayers Rock         | Aeropuerto de Ayers Rock                 |                 |      |      |      |
| Ballina            | Aeropuerto de Ballina Byron Gateway      |                 |      |      |      |
| Brisbane           | Aeropuerto de Brisbane                   | Base            |      |      |      |
| Broome             | Aeropuerto Internacional de Broome       |                 |      |      |      |
| Bundaberg          | Aeropuerto de Bundaberg                  |                 |      |      |      |
| Cairns             | Aeropuerto de Cairns                     |                 |      |      |      |
| Canberra           | Aeropuerto Internacional de Canberra     |                 |      |      |      |
| Cloncurry          | Aeropuerto de Cloncurry                  |                 |      |      |      |
| Coffs Harbour      | Aeropuerto de Coffs Harbour              |                 |      |      |      |
| Darwin             | Aeropuerto Internacional de Darwin       |                 |      |      |      |
| Emerald            | Aeropuerto de Emerald                    |                 |      |      |      |
| Gladstone          | Aeropuerto de Gladstone                  |                 |      |      |      |
| Gold Coast         | Aeropuerto de Gold Coast                 | Base secundaria |      |      |      |
| Hervey Bay         | Aeropuerto de Hervey Bay                 |                 |      |      |      |
| Hobart             | Aeropuerto Internacional de Hobart       |                 |      |      |      |
| Islas Cocos        | Aeropuerto de las Islas Cocos            |                 |      |      |      |
| Isla Hamilton      | Aeropuerto de la Gran Barrera de Coral   |                 |      |      |      |
| Isla de Navidad    | Aeropuerto de la Isla de Navidad         |                 |      |      |      |
| Kalgoorlie         | Aeropuerto de Kalgoorlie-Boulder         |                 |      |      |      |
| Karratha           | Aeropuerto de Karratha                   |                 |      |      |      |
| Kununurra          | Aeropuerto Regional de East Kimberly     |                 |      |      |      |
| Launceston         | Aeropuerto de Launceston                 |                 |      |      |      |
| Mackay             | Aeropuerto de Mackay                     |                 |      |      |      |
| Melbourne          | Aeropuerto Internacional Tullamarine     | Base            |      |      |      |
| Mildura            | Aeropuerto de Mildura                    |                 |      |      |      |
| Mount Isa          | Aeropuerto de Mount Isa                  |                 |      |      |      |
| Newcastle          | Aeropuerto de Newcastle                  |                 |      |      |      |
| Newman             | Aeropuerto de Newman                     |                 |      |      |      |
| Onslow             | Aeropuerto de Onslow                     |                 |      |      |      |
| Perth              | Aeropuerto de Perth                      | Base secundaria |      |      |      |
| Port Hedland       | Aeropuerto Internacional de Port Hedland |                 |      |      |      |
| Port Macquarie     | Aeropuerto de Port Macquarie             |                 |      |      |      |
| Proserpine         | Aeropuerto de la Costa Whitsunday        |                 |      |      |      |
| Rockhampton        | Aeropuerto de Rockhampton                |                 |      |      |      |
| Sídney             | Aeropuerto Internacional Kingsford Smith | Base            |      |      |      |
| Sunshine Coast     | Aeropuerto de Sunshine Coast             |                 |      |      |      |
| Tamworth           | Aeropuerto Regional de Tamworth          |                 |      |      |      |
| Townsville         | Aeropuerto de Townsville                 |                 |      |      |      |
| Fiyi               |                                          |                 |      |      |      |
| Nadi               | Aeropuerto Internacional de Nadi         |                 |      |      |      |
| Islas Salomón      |                                          |                 |      |      |      |
| Honiara            | Aeropuerto Internacional de Honiara      |                 |      |      |      |
| Nueva Zelanda      |                                          |                 |      |      |      |
| Auckland           | Aeropuerto Internacional de Auckland     |                 |      |      |      |
| Christchurch       | Aeropuerto Internacional de Christchurch |                 |      |      |      |
| Dunedin            | Aeropuerto de Dunedin                    |                 |      |      |      |
| Queenstown         | Aeropuerto de Queenstown                 |                 |      |      |      |
| Wellington         | Aeropuerto Internacional de Wellington   |                 |      |      |      |
| Papúa Nueva Guinea |                                          |                 |      |      |      |
| Port Moresby       | Aeropuerto Internacional de Jacksons     |                 |      |      |      |
| Samoa              |                                          |                 |      |      |      |
| Apia               | Aeropuerto Internacional Faleolo         |                 |      |      |      |
| Tonga              |                                          |                 |      |      |      |
| Nukualofa          | Aeropuerto Internacional Fua'amotu       |                 |      |      |      |
| Vanuatu            |                                          |                 |      |      |      |
| Port Vila          | Aeropuerto Internacional Bauerfield      |                 |      |      |      |

### Destinos Finalizados
- Australia
  - Albany - Aeropuerto de Albany
  - Busselton - Aeropuerto de Busselton Margaret River
  - Derby - Base Curtin de la Real Fuerza Aérea Australiana
  - Esperance - Aeropuerto de Esperance
  - Exmouth - Base Learmonth de la Real Fuerza Aérea Australiana
  - Geraldton - Aeropuerto de Geraldton
  - Moranbah - Aeropuerto de Moranbah
  - Paraburdoo - Aeropuerto de Paraburdoo
  - Ravensthorpe - Aeropuerto de Ravensthorpe
- Emiratos Árabes Unidos
  - Abu Dabi - Aeropuerto Internacional de Abu Dabi
- Estados Unidos
  - Los Ángeles - Aeropuerto Internacional de Los Ángeles
- Hong Kong
  - Hong Kong - Aeropuerto Internacional de Hong Kong
- Islas Cook
  - Rarotonga - Aeropuerto Internacional Rarotonga
- Nueva Zelanda
  - Hamilton - Aeropuerto de Hamilton
- Sudáfrica
  - Johannesburgo - Aeropuerto Internacional de Johannesburgo-Oliver Reginald Tambo
- Tailandia
  - Phuket - Aeropuerto Internacional de Phuket

## Flota

### Flota Actual

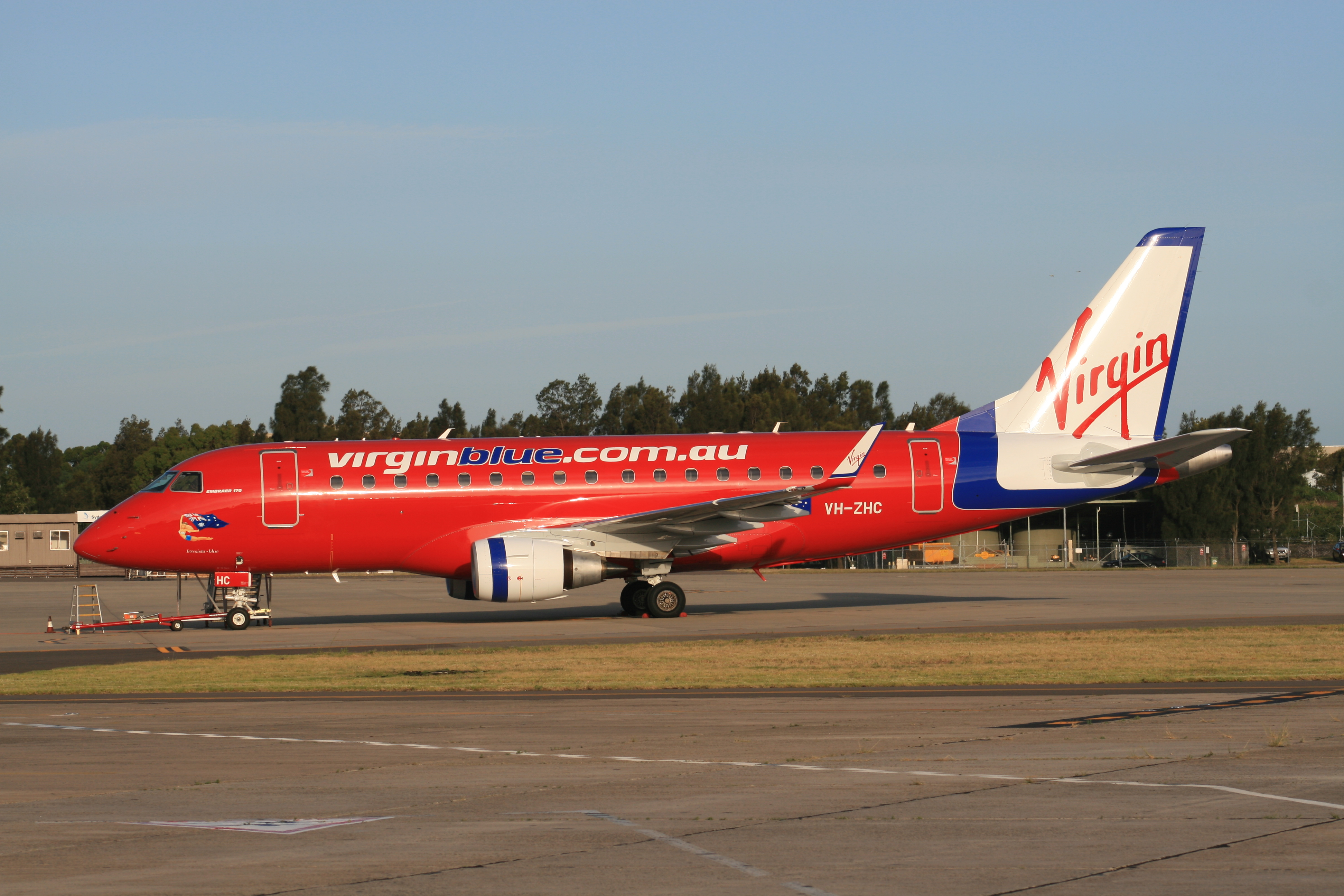
'Irresista-blue', Así era llamado el tercer E170 de la aerolínea desde su HUB en Sídney

Hasta diciembre de 2024, la flota de Virgin Australia Airlines consiste en las siguientes aeronaves:
| Aeronave         | En Servicio | Pedidos | Pasajeros      | Pasajeros      | Pasajeros      | Pasajeros      | Notas                                                                  |
| Aeronave         | En Servicio | Pedidos | J              | W              | Y              | Total          | Notas                                                                  |
| ---------------- | ----------- | ------- | -------------- | -------------- | -------------- | -------------- | ---------------------------------------------------------------------- |
| Boeing 737-7FE   | 9           | —       | 8              | —              | 120            | 128            |                                                                        |
| Boeing 737-800   | 77          | —       | 8              | —              | 168            | 176            | 15 aeronaves registradas bajo Virgin Australia International Airlines. |
| Boeing 737 MAX 8 | 8           | 17      | Por anunciarse | Por anunciarse | Por anunciarse | Por anunciarse | Entregas programadas para iniciar a mediados de 2023.                  |
| Fokker 100       | 1           | —       | Por anunciarse | Por anunciarse | Por anunciarse | Por anunciarse |                                                                        |
| Total            | 95          | 17      |                |                |                |                |                                                                        |

La flota de la aerolínea posee a diciembre de 2024 una edad media de 12,3 años.